# Стоявниця
45°41′ пн. ш. 15°23′ сх. д. / 45.68° пн. ш. 15.38° сх. д.
Стоявниця (хорв. Stojavnica) — населений пункт у Хорватії, в Карловацькій жупанії у складі міста Озаль.

## Населення
Населення за даними перепису 2011 року становило 26 осіб.
Динаміка чисельності населення поселення: